# Stanley Lord

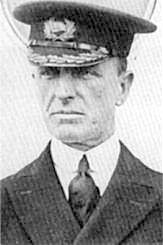
Stanley Lord, 1912

Stanley Lord (* 13. September 1877 in Bolton (Greater Manchester); † 24. Januar 1962 in Wallasey) war ein britischer Seemann und Kapitän des Handelsschiffs Californian, welches in die Titanic-Katastrophe verwickelt war. Lord musste vor diversen Untersuchungsausschüssen aussagen und wurde beschuldigt, der Titanic keine Hilfe geleistet zu haben.

## Werdegang
Lord begann seine Ausbildung auf See im März 1891 im Alter von dreizehn Jahren an Bord der Bark Naiad. Später erhielt er sein Befähigungszeugnis des Zweiten Offiziers und diente als Zweiter Offizier auf der Bark Lurlei.
Im Februar 1901, im Alter von 23 Jahren, erhielt Lord sein Master’s Certificate und drei Monate später sein Extra Master’s Certificate. Er trat 1897 in den Dienst der West India and Pacific Steam Navigation Company. Die Gesellschaft wurde 1900 von der Leyland Line übernommen. Lord setzte seinen Dienst bei der neuen Gesellschaft fort und erhielt 1906 sein erstes Kommando.
1911 erhielt er das Kommando über die SS Californian.

## Der Untergang derTitanic

### Vor dem Untergang
In der Nacht des 14. April 1912, als sich die Californian einem großen Eisfeld näherte, beschloss Kapitän Lord, gegen 22:21 Uhr (Schiffszeit) anzuhalten und die Nacht abzuwarten. Bevor er für die Nacht einkehrte, befahl er seinem einzigen Funker, Cyril Evans, andere Schiffe in der Gegend vor dem Eis zu warnen. Als Evans die Titanic erreichte, teilte er mit: "I say old man, we are stopped and surrounded by ice." (Ich sage, alter Mann, wir haben gestoppt und sind von Eis umgeben.") Die Californian war so nah an der Titanic, sodass die Nachricht in den Ohren des Titanic-Funkers Jack Phillips sehr laut war. Phillips antwortete wütend: "Keep out! Shut up! I am working Cape Race." ("Bleiben Sie aus der Leitung! Halten Sie den Mund! Ich kommuniziere mit Cape Race.") Am Vormittag war die Funkausrüstung der Titanic ausgefallen und Phillips hatte zusammen mit dem zweiten Funker Harold Bride den größten Teil des Tages damit verbracht, sie zu reparieren. Jetzt wurden sie mit ausgehenden Nachrichten überschwemmt, die sich im Laufe des Tages angehäuft hatten, und Phillips war nach einem so langen Tag erschöpft. Evans hörte noch eine Weile zu, als Phillips den Routineverkehr durch die Cape Race-Relaisstation schickte, bevor er selbst schließlich gegen 23:30 Uhr ins Bett ging.

### Die Nacht des Untergangs derTitanic
Im Laufe der Nacht wurden Offiziere und Matrosen auf dem Deck der Californian Zeuge, wie acht weiße Raketen über einem fremden Schiff in der Ferne in die Luft geschossen wurden.
Nach 17 Stunden Dienst erschöpft, wurde Kapitän Stanley Lord in der Nacht zweimal geweckt und über die Raketen informiert, worauf er antwortete, dass es sich möglicherweise um „Kompanieraketen“ handelte, um Schiffen zu helfen, sich gegenüber Linienschiffen derselben Kompanie zu identifizieren.
Auf der Titanic wurden eine Stunde nach der Kollision keine anderen Schiffe bemerkt, ehe in der Ferne die Lichter eines Schiffes zu sehen waren. Der vierte Offizier Joseph Boxhall und der Quartiermeister Rowe versuchten vergeblich, das fremde Schiff mit der Morselampe zu kontaktieren. Niemand auf dem Deck der Californian sah diese Signale. Die Californian hatte angeblich auch versucht, dem mysteriösen Schiff ein Signal zu geben, konnten aber keine Antwort erhalten.
Die Autoren Tim Maltin und Eloise Aston führen Kapitän Lords Überzeugung, dass es sich bei dem nahe gelegenen Schiff nicht um die Titanic handelte, auf visuelle Verzerrungen zurück, die durch Kaltwasser-Fata Morgana verursacht wurden. Da die Offiziere der Californian nicht in der Lage waren, die Nachrichten des seltsamen Schiffes zu verstehen, kamen sie schließlich zu dem Schluss, dass es sich lediglich um eine ausgelassene Feier und nicht um Notsignale handelte.
Die ganze Nacht über versuchte niemand an Bord der Californian, ihren Funker zu wecken. Dieser hätte das gesichtete Schiff kontaktieren oder die Notrufe der Titanic empfangen können.

### Suche nach Überlebenden
Als sein Funker am Morgen des 15. April gegen 5:30 Uhr morgens seinen Dienst antrat, war es bereits zu spät. Kapitän Lord wurde von der Frankfurt benachrichtigt, dass die Titanic am frühen Morgen gegen 2:20 Uhr gesunken war. Er beschloss zur Unglücksstelle zu fahren um mögliche Überlebende aufzunehmen. Gegen 8:45 Uhr erreichte die Californian die Unglücksstelle an welcher die Carpathia bereits alle Überlebenden aufgenommen hatte. Die Californian blieb an der Unglücksstelle, um nach weiteren Überlebenden zu suchen, während die Carpathia in Richtung New York weiter fuhr.

## Privatleben
Lord war verheiratet und hatte einen Sohn. Seine Frau Mabel starb 1957. Lord starb 1962. Ihr gemeinsamer Sohn, Stanley Tutton Lord (1908–1994), arbeitete als Bankier in Liverpool; er heiratete nie und hatte keine Kinder. Er sprach selten über seinen Vater, außer zu sagen, dass er an seine Unschuld glaubte. 1965 schrieb er ein Vorwort zu einem Buch von Peter Padfield, The Titanic and the Californian, in dem er dafür plädierte, dass Lord zu Unrecht verurteilt wurde.